# Báguanos
Báguanos là một đô thị và thành phố ở tỉnh Holguín của Cuba.

## Thông tin nhân khẩu
Năm 2004, đô thị Báguanos có dân số 52.854 người.  Diện tích là 806 km² (311,2 mi²), với mật độ dân số là 65,6người/km² (169,9người/sq mi).